# SN 2007mv
SN 2007mv – supernowa typu Ia odkryta 22 września 2007 roku w galaktyce A003537+0022. W momencie odkrycia miała maksymalną jasność 22,30m.